# Andrena suerinensis
Andrena suerinensis là một loài Hymenoptera trong họ Andrenidae. Loài này được Friese mô tả khoa học năm 1884.